# Der Schlunz
Der Schlunz (ugs. „unordentlicher/schlampiger Mensch“) ist eine christliche Kinderbuchreihe für Kinder ab acht Jahren von Harry Voß in sieben Bänden. Die Titelfigur ist ein Junge, der sein Gedächtnis verloren hat und das Leben der Familie Schmidtsteiner auf den Kopf stellt. Die Buchreihe, die eine Koproduktion des Verlages SCM R. Brockhaus und des Bibellesebundes ist, hat Verkaufszahlen von über einer halben Million Büchern; zudem wurden über 125.000 DVDs der dazugehörigen Serie verkauft. In den Jahren 2010 und 2011 wurde die auf der Handlung der Bücher beruhende Fernsehserie „Der Schlunz – Die Serie“ produziert. 2016 wurde die Reihe mit neuem Cover und neuen Illustrationen neu aufgelegt. Unter dem Titel Kwibus erschien das Buch Der Schlunz Anfang September 2011 in niederländischer Sprache im Gideon-Verlag. Zudem erschienen insgesamt sieben Comichefte mit „Schlunz-Comics“, die in dem christlichen Kindermagazin „Kläx“ erschienen waren.

## Handlung
Die Familie Schmidtsteiner entdeckt im Wald beim Familienpicknick einen verwahrlosten und einsamen Jungen, der sein Gedächtnis verloren hat und sich nur noch erinnern kann, „Der Schlunz“ genannt worden zu sein. Ein Kinderpsychologe versucht, zunächst ohne Erfolg, seine Erinnerungen wiederherzustellen. Frau Rosenbaum vom Jugendamt gibt zunächst ihre Zustimmung dazu, dass der Schlunz bei der Familie wohnen bleibt. Später wird die Familie Schmidtsteiner zur offiziellen Pflegefamilie für den Schlunz.
Der Schlunz geht mit Lukas und Nele zum ersten Mal in den Kindergottesdienst und bringt mit seinen neugierigen Fragen dessen Leiterin, Adelheid Budenprunk, wiederholt in Verlegenheit. Erst durch den Schlunz versteht auch Lukas vieles, was in der Bibel steht, besser.
Nach und nach kommen mehr Hinweise auf die Vergangenheit des Schlunz zusammen. Er wird ab dem zweiten Band immer wieder von einer Frau, die in einem silbernen Audi am Straßenrand sitzt und wegfährt, sobald er sich ihr nähert, beobachtet. Immer wieder erinnert sich der Schlunz zudem an etwas, ist dann aber nicht in der Lage, mit anderen darüber zu sprechen. Im vierten Band lernt er Tim Hansen kennen, der ihn offensichtlich an jemanden aus seiner Vergangenheit erinnert und den er von Beginn an immer mit „Marius“ anspricht.
Im Urlaub im dritten Band verübt ein Unbekannter immer wieder Anschläge auf den Schlunz und versucht, ihn zu töten. Später stellt die Polizei fest, dass es sich um einen Auftragskiller gehandelt hatte und jemand danach trachtet, Schlunz zu töten.
Nachdem noch ein zweiter Killer auf den Schlunz angesetzt worden ist, bekommt die Familie Schmidtsteiner Personenschutz durch die Polizei.
Durch einen Schlag auf den Kopf erhält der Schlunz am Ende des sechsten Bandes sein Gedächtnis wieder zurück.

## Figuren
Lukas SchmidtsteinerLukas ist die zentrale Figur der Reihe. Aus seiner Sichtweise werden die Geschehnisse geschildert. Lukas ist zu Beginn zehn Jahre alt und wird im dritten Band elf. Er interessiert sich für Fußball und ist allgemein sportlich. Er ist viel braver als Schlunz und unterscheidet sich in vielen Punkten von ihm, trotzdem sind sie sehr gute Freunde. Lukas ist eher sensibel und zurückhaltend, weniger abenteuerlustig als sein Freund. Durch den Schlunz verändert er sich im Lauf der Geschichte, wird mutiger und selbstbewusster.
Schlunz(Der) Schlunz, mit eigentlichem Namen Maximilian Goldenkamp, hat sein Gedächtnis durch einen Unfall verloren und kann sich nur noch daran erinnern, „Schlunz“ genannt worden zu sein. Er hat den Kopf voller verrückter Ideen, macht sich kaum Sorgen, ist abenteuerlustig und frech. Er freundet sich schnell mit Lukas an, obwohl die beiden sich stark voneinander unterscheiden.
Nele SchmidtsteinerNele ist die jüngere Schwester von Lukas. Sie ist zu Beginn acht Jahre alt und wird im vierten Band neun. Sie ist nicht so sensibel wie ihr Bruder, allerdings auch nicht so direkt und unerschrocken wie Schlunz. Sie ist etwas naiv und tollpatschig, außerdem oft am Plappern und dabei nicht sonderlich taktvoll.
Jens SchmidtsteinerJens ist der Vater von Lukas und Nele. Er muss oft den Fragen des Schlunz standhalten und ihm Dinge erklären, die er manchmal selbst nicht wirklich verstanden hat.
Ute SchmidtsteinerUte ist die Mutter von Lukas und Nele.
Die „Bibelfamilie“Die „Bibelfamilie“ ist die Familie des Bruders von Jens Schmidtsteiner. Sie besteht aus Onkel Torsten, Tante Lydia und ihren Kindern Mose, Josua, Ruth, Samuel, Esra, Nehemia, Esther, Hiob und Jesaja. Dadurch, dass alle ihre Kinder biblische Namen haben, erhielt die Familie auch von Lukas, Nele und dem Schlunz ihren Spitznamen. Samuel, der auch Samy abgekürzt wird, ist in Lukas' Alter und daher, wann immer er da ist, Spielgefährte der Protagonisten. Ab dem fünften Band muss sich die Familie von Jens und Ute um Hiob, eineinhalb Jahre alt, kümmern, da Tante Lydia ins Krankenhaus muss, wo sie ihr neuntes Kind, Jesaja, zur Welt bringt. Die Bibelfamilie ist sehr streng christlich und konservativ und wird teilweise als Grundlage für Satire verwendet.
AmyAmy, mit vollem Namen Amrei Schmidtsteiner, ist die Cousine von Lukas. Sie ist die Tochter von Jens Schmidtsteiners lange verschollener Schwester Silke. Die Familie Schmidtsteiner trifft sie im dritten Band in Berlin und hilft ihr, sich mit ihrer Mutter wieder zu versöhnen. Amy ist zu diesem Zeitpunkt bereits von einem Mann, der sie kurze Zeit später schon wieder verlassen hatte, schwanger. Im sechsten Band kommt ihr Kind im Geräteschuppen der Familie Schmidtsteiner zur Welt.
Tim HansenTim ist ein Jugendlicher aus der Kirchengemeinde, die Lukas' Familie besucht. Schlunz und Lukas freunden sich im vierten Band mit ihm an und Tim hilft ihnen bei teilweise recht gefährlichen Vorhaben, um Schlunz' Vergangenheit zu erforschen.
Adelheid BudenprunkAdelheid ist die Leiterin  des Kindergottesdienstes in der Gemeinde. Sie ist meist recht streng mit der Kindergruppe, hat aber im Grunde ein gutes Herz. Sie muss oft den Fragen und auch der oft sehr schonungslosen Kritik des Schlunz standhalten.
Frau RosenbaumJutta Rosenbaum ist die Leiterin des örtlichen Jugendamtes, die zu Beginn eigentlich für den Schlunz zuständig wäre. Sie wird, gerade zu Beginn und oft unabsichtlich, zur Zielscheibe von Streichen des Schlunz. Nachdem ihr dafür eine Beförderung angeboten wird, möchte sie in der Familie von Schlunz „klare Verhältnisse schaffen“
Babara GroblebenBabara Grobleben ist eine Person aus der Vergangenheit des Schlunz, an die er sich ab Band fünf wieder erinnern kann. Sie ist die Fahrerin des silbernen Audis und beobachtet den Schlunz.
Paolo MurkowitschMurkowitsch ist ein langgesuchter Auftragskiller, der von Babara Grobleben darauf angesetzt wurde, den Schlunz umzubringen.
MariusMarius Goldenkamp ist eine Person aus der Vergangenheit des Schlunz. Dieser hat den Namen schon früh wieder im Kopf, weiß aber nur, das Marius eine positive Figur in seiner Vergangenheit war. Als Schlunz Tim Hansen zum ersten Mal sieht, identifiziert er ihn mit Marius und spricht ihn, bis er seine Erinnerung wiederfindet, immer mit diesem Namen an.

## Verfilmung
Die von 2010 bis 2012 produzierte Verfilmung unter dem Titel „Der Schlunz – Die Serie“ beruht auf der Handlung der Bücher, erzählt jedoch größtenteils eigenständige Geschichten. Einige Elemente aus den Büchern wurden für die Serie in abgeänderter Form übernommen. Die zweite Folge basiert auf der Gesamthandlung des zweiten Bandes, die sechste Folge übernimmt die grobe Haupthandlung des fünften Bandes. Die restlichen Folgen sind nur leicht an die Bücher angelehnt. Die Frage nach der Herkunft des Schlunz, die in den Büchern eine zentrale Rolle spielt, kommt in den Filmen nicht vor.
Die Fernsehserie ist die erste christliche Fernsehserie, die in Deutschland produziert wurde. Das Projekt, zu dem sich der Bibellesebund, Stiftung Christliche Medien (SCM) und der Fernsehsender ERF eins zusammengeschlossen haben, wurde teilweise aus Spenden finanziert.
Regie führte der österreichische Regisseur Rainer Hackstock, der ebenfalls gemeinsam mit Harry Voß die Drehbücher schrieb. Produzent war Wolf-Dieter Kretschmer von ERF Medien. Nach mehreren Castings für Laiendarsteller im März und April 2010 konnten auch mehrere professionelle Film- und Theaterschauspieler engagiert werden, darunter Michael Gahr, Philip Wiegratz und Markus Majowski. Kameramann war Andreas Amsüss. Für den Schnitt, der bei der ersten Staffel von Juli bis September 2010 dauerte, war Mirjam Schepik zuständig.
Die komplette Serie erschien auf DVD und wurde auf ERF eins ausgestrahlt. Mittlerweile wurden über 125.000 DVDs der Serie verkauft. Das Projekt war nach Angaben des ERF bei Sendern wie Super RTL und KI.KA in Gesprächen über eine eventuelle Ausstrahlung, zu welcher es bislang allerdings nie kam. Zudem lief eine Zeit lang der Versuch, die Serie auf Englisch unter dem Titel The Scruff zu vertreiben. Eine Fortsetzung der Serie sollte es laut Produzent Wolf-Dieter Kretschmer nur dann geben, wenn man die Ausstrahlungsrechte der Serie an weitere Sender verkaufen könne, da man auf diese finanziellen Mittel angewiesen sei. Da dieser Senderechtsverkauf nie stattfand, wurde die Serie nach zwei Staffeln eingestellt.

### Folgen
Die Handlung und die Charaktere der Bücher bilden die Grundlage der Fernsehfolgen. Erzählt werden jedoch neue Geschichten rund um den Schlunz. Die Folgen sind jeweils in sich geschlossene, 25-minütige, heitere Geschichten um einen biblischen Kern, der durch die von Adelheid im Kindergottesdienst erzählten Bibelgeschichten gebildet wird. Die darauf folgenden Aktionen von Schlunz und Lukas sind eine Metapher, die diese Geschichte auf emotionale Weise nacherzählen soll.
| Nr. gesamt | Nr. Staffel | Titel                         | Erstausstrahlung auf ERF 1 | Erscheinungstermin auf DVD |
| Staffel 1  | Staffel 1   | Staffel 1                     | Staffel 1                  | Staffel 1                  |
| ---------- | ----------- | ----------------------------- | -------------------------- | -------------------------- |
| 1          | 1           | Rettung in letzter Sekunde    | 25. Dez. 2010              | 2. Nov. 2010               |
| 2          | 2           | Zoff mit den Riesen           | 26. Dez. 2010              | 17. Jan. 2011              |
| 3          | 3           | Theater für den Bürgermeister | 12. Juni 2011              | 31. März 2011              |
| 4          | 4           | Lukas haut ab                 | 13. Juni 2011              | 15. Mai 2011               |
| 5          | 5           | Eine Torte für Frau Rosenbaum | 17. Sep. 2011              | 27. Sep. 2011              |
| Staffel 2  |             |                               |                            |                            |
| 6          | 1           | Verräter auf der Burg         | 31. Dez. 2011              | 11. Nov. 2011              |
| 7          | 2           | Alles für die Katz            | 1. Jan. 2012               | 1. Feb. 2012               |
| 8          | 3           | Die Spur des Feuerpfeils      | 9. Apr. 2012               | 7. Apr. 2012               |
| 9          | 4           | Auf der Flucht                | 25. Dez. 2012              | 18. Juli 2012              |
| 10         | 5           | Die Entscheidung              | 26. Dez. 2012              | 23. Sep. 2012              |

### Dreharbeiten
Im Sommer 2010 fanden in fünf Wochen in Wetzlar (Hessen) die Dreharbeiten für fünf Folgen der Fernsehserie statt. Die Kosten für die erste Staffel betrugen 370.000 Euro. Im Juli 2011 starteten die Dreharbeiten für drei weitere Folgen der Serie, im Oktober folgten zwei weitere. Auch die zweite Staffel sollte unter 500.000 Euro kosten.
Die Serie wurde vor allem in Volpertshausen bei Wetzlar gedreht. Das Haus der Familie Schmidtsteiner wurde durch ein Wohnhaus in der Christiane-Vulpius-Straße dargestellt, alle Innenaufnahmen für die Serie wurden ebenfalls in Volpertshausen gedreht.
Weitere Drehorte waren die Altstadt von Wetzlar, die Colchesteranlage und der Parkplatz Lahninsel, der Dutenhofener See und etliche Orte in der Umgebung. So wurde auf dem Pferdehof „Meggis Farm“ in Eibelshausen und in Schönbach gedreht. Für eine außergewöhnlichere Folge drehte das Filmteam zwei Tage im Alsfelder Stadtteil Lingelbach, in der dortigen Westernstadt Lingelcreek, daraufhin zog man zunächst nach Herborn um. Eine weitere Folge wurde auf Schloss Braunfels gedreht.

### Auszeichnungen
Im Dezember 2011 erhielt die vierte Folge von Der Schlunz – die Serie, Lukas haut ab den mit 1.000 Euro dotierten christlichen Filmpreis „David“ in der Kategorie „Kinder- und Jugendfilm“. Das Forum für Christen in Film und Fernsehen (CFF) vergab den Preis aufgrund der schauspielerischen Leistungen der Kinderschauspieler sowie der „hervorragende[n] Regiearbeit“. Durch die Folge werde ein biblisches Thema auf unterhaltsame Weise neu interpretiert und in die Erfahrungswelt der Kinder verortet. So würden christliche Werte transportiert und junge Zuschauer gut unterhalten. Der Schlunz setze damit neue Maßstäbe für den christlichen Film in Deutschland. Er besteche durch seine hohe Qualität sowie durch die spielerische, kindgerechte Vermittlung biblischer Themen.

## Weitere Adaptionen
Im SCM ERF-Verlag sind seit 2009 gleichnamige Hörspiel-CDs erschienen:
| # | Jahr | Titel                                       |
| - | ---- | ------------------------------------------- |
| 1 | 2009 | Der Schlunz                                 |
| 2 | 2009 | Der Schlunz und die barfüßigen Riesen       |
| 3 | 2010 | Der Schlunz und der geheimnisvolle Schatten |
| 4 | 2010 | Der Schlunz und der Rächer in der Nacht     |
| 5 | 2011 | Der Schlunz und der unsichtbare Wächter     |
| 6 | 2011 | Der Schlunz und die Spur des Verräters      |
| 7 | 2012 | Der Schlunz und das letzte Geheimnis        |

Die nachfolgend genannten Spezial-CDs sind parallel zur Hörspielserie erschienen und enthalten neben einem Kurzhörspiel thematisch anknüpfende Lieder und zusätzliche Extras im Booklet.
- Der Schlunz – Vorsicht bei der Ankunft
- Der Schlunz – Rätsel um das Osterei
- Der Schlunz – Süßer Schrecken, saurer Schrecken
- Der Schlunz – Ran an die Geburtstagstorte

Weiters wurde 2016 die Audio-CD „Der Schlunz – das Musical“ veröffentlicht, welches einzelne Geschichten aus der Serie aufgreift, sie jedoch neu aufbereitet und mit weiteren Anekdoten und Erzählungen ergänzt, um sie in Form eines Musicals zusammenzustellen.
In der Kinderzeitschrift „Kläx“ erschien von April 2009 bis ins Jahr 2021 monatlich ein Schlunz-Comic. Die Comics wurden bis 2014 von Jörg Peter und nach dessen Ausstieg von Raphael Bräsecke gezeichnet und von Harry Voß getextet. Im August 2011 erschienen erstmals Schlunz-Comics als Zusammenstellung in einem eigenen Heft. In diesem sind 15 der dreiseitigen Einzelcomics enthalten. Im Januar 2013 erschien ein zweiter Band, ebenfalls mit 15 Comics unter dem Titel „Sorry, Frau Rosenbaum!“. In den Jahren bis 2021 erschienen noch weitere Hefte. Im Gesamten entstanden 97 Comics und sieben Comicsammelbände.